# Stade Municipal (Kenitra)
Het Stade Municipal is een multifunctioneel stadion in Kenitra, een stad in Marokko. Het stadion wordt vooral gebruikt voor voetbalwedstrijden, de voetbalclub KAC Kenitra maakt gebruik van dit stadion. In het stadion is plaats voor 28.000 toeschouwers. Het stadion werd geopend in 1941.